# Võ Thái Hòa
Võ Thái Hòa (sinh năm 1937) là Trung tướng Công an nhân dân Việt Nam. Ông nguyên là Thứ trưởng Bộ Nội vụ Việt Nam (1992-2001), Phó Tổng cục trưởng Tổng cục Xây dựng lực lượng Công an nhân dân, Giám đốc Sở Công an tỉnh Đồng Tháp.

## Tiểu sử
Võ Thái Hòa sinh năm 1937, quê quán ở xã Đốc Binh Kiều, huyện Tháp Mười, tỉnh Đồng Tháp.
Năm 1950, Võ Thái Hòa bắt đầu tham gia hoạt động cách mạng.
Năm 1958, ông gia nhập Đảng Cộng sản Việt Nam.
Năm 1964, ông là Bí thư Tỉnh đoàn, Phó Văn phòng Tỉnh ủy Đồng Tháp.
Năm 1965, ông là Tỉnh ủy viên, Chánh Văn phòng Tỉnh ủy Đồng Tháp.
Năm 1976, ông là Tỉnh ủy viên, Bí thư Tỉnh đoàn Đồng Tháp.
Năm 1977, ông bắt đầu công tác trong lực lượng Công an nhân dân Việt Nam.
Năm 1977, ông là Ủy viên Ban Thường vụ Tỉnh ủy, Giám đốc Công an tỉnh Đồng Tháp.
Năm 1990, ông là Phó Tổng cục trưởng Tổng cục Xây dựng lực lượng Công an nhân dân.
Năm 1995, Võ Thái Hòa đang là Giám đốc Sở Công an tỉnh Đồng Tháp thì được Bộ trưởng Bộ Nội vụ Bùi Thiện Ngộ bổ nhiệm làm Thứ trưởng Bộ Nội vụ Việt Nam.
Đầu năm 1995, ông được điều động về Thành phố Hồ Chí Minh làm thứ trưởng phụ trách theo dõi phía Nam Việt Nam.
Giữa năm 1995, ông được điều động về Hà Nội với vai trò Thứ trưởng Thường trực Bộ Nội vụ.
Từ năm 1992 đến năm 2001, Võ Thái Hòa là Thứ trưởng Bộ Nội vụ Việt Nam.
Võ Thái Hòa từng là Đại biểu Quốc hội Việt Nam khóa 6 và khóa 8.
Ông đã nghỉ hưu và hiện là Trưởng Ban Liên lạc Hội đồng hương Đồng Tháp.

## Phong tặng

### Lịch sử thụ phong quân hàm
- Thiếu tướng Công an nhân dân Việt Nam
- Trung tướng Công an nhân dân Việt Nam

### Huân huy chương
- Huân chương Độc lập hạng Nhì[1]
- Huân chương Quân công hạng Nhì[1]
- Huy hiệu 40 năm tuổi Đảng Cộng sản Việt Nam[1]